# Jiří Kubeš
Jiří Kubeš (* 26. června 1975 Pelhřimov) je český historik žijící a působící v Pardubicích a od roku 2019 děkan Fakulty filozofické Univerzity Pardubice. Odborně se zabývá převážně dějinami Habsburků a středoevropské šlechty v raném novověku.

## Život
V Pelhřimově absolvoval gymnázium (1989–1993). Vystudoval učitelství anglického jazyka a dějepisu na Pedagogické fakultě Jihočeské univerzity v Českých Budějovicích (1993–1998). Doktorát získal na Filozofické fakultě Jihočeské univerzity v Českých Budějovicích (2006), jeho školitelem byl Václav Bůžek.
Od roku 2000 působí na Univerzitě Pardubice, kde se v roce 2011 habilitoval. V roce 2019 vedl Ústav historických věd Fakulty filozofické Univerzity Pardubice a od 1. listopadu 2019 je děkanem této fakulty.
Napsal vědecké studie v domácích i zahraničních odborných časopisech a také knihy zabývajících se dějinami Habsburků, české a středoevropské šlechty a cestováním v raném novověku. V posledních letech se věnuje především dějinám diplomacie v raném novověku a je členem Premodern Diplomats Network a členem České společnosti pro výzkum 18. století či spoluzakladatelem a členem redakční rady odborného časopisu Theatrum historiae (od 2006).
Je ženatý a má dvě děti.

## Publikace
- V zastoupení císaře. Česká a moravská aristokracie v habsburské diplomacii 1640-1740. Praha: Nakladatelství Lidové noviny, 2018. ISBN 978-80-7422-574-1 (vedoucí autorského kolektivu)
- Náročné dospívání urozených. Kavalírské cesty české a rakouské šlechty (1620-1750). Pelhřimov: Nová tiskárna Pelhřimov, 2013. ISBN 978-80-7415-071-5
- Trnitá cesta Leopolda I. za římskou korunou (1657–1658). Volby a korunovace ve Svaté říši římské v raném novověku. České Budějovice: Veduta, 2009. ISBN 978-80-86829-43-2
- Reprezentační funkce sídel vyšší šlechty z českých zemí (1500-1740), disertační práce HÚ JU, České Budějovice 2005, rukopis
- Kryštof Václav z Nostic, Deník z cesty do Nizozemí. Praha: Scriptorium, 2004. ISBN 80-86197-36-0